# Nagy János (irodalomtörténész)
Nagy János (Mezőcsát, 1921. február 22. – Debrecen, 1995. január 11.) középiskolai vezető tanár, megyei TIT titkár, egyetemi docens, irodalomtörténész.

## Pályája
Hatgyermekes szülők második gyermekeként született Mezőcsáton 1921. február 22-én. Apja: Nagy János, csizmadiamester volt, később pedig, miután Miskolcra költözött a család, édesapja és édesanyja hivatalsegédek lettek egy általános iskolában.
Az elemi iskolát szülőfalujában kezdte meg, ahol a tanítója felismerte kimagasló tudását és a négy elemi iskola elvégzése utáni gimnáziumi tanulását szorgalmazta. 1940-ben érettségizett kitüntetéses eredménnyel, majd megkezdte az egyetemi tanulmányait a Debreceni Magyar Királyi Tisza István Tudományegyetem magyar-latin szakán.
1944 novemberétől katonai szolgálatot teljesített, besorozása után nem sokkal szovjet hadifogságba esett. A fogolytáborban minden héten irodalmi estet szervezett, ezzel lélekben erősítette sorstársait.
A fogságból hazatérve 1946. május 23-án magyar-latin szakos kitűnő minősítésű középiskolai tanári oklevelet szerzett. Ettől az évtől kezdve tanít a Debreceni Református Kollégium gimnáziumában.
1949-ben a Dóczi Leánynevelő Intézet tanulóinak bevonásával megszervezte és húsz éven át vezette a híressé vált Arany János szavalókórust. 1953-tól áthelyezték a debreceni Fazekas Mihály Gyakorló Gimnáziumba, ahol vezető tanári beosztásba dolgozott.
1956-ban választott tagja volt a Debreceni Szocialista Forradalmi Bizottmánynak. Később a Debreceni Egyetem Kossuth Lajos Gyakorló Gimnáziuma teljesedett ki tudós-tanári munkássága, és itt kezdett el tankönyveket, értekezéseket írni a magyar nyelvről.
1977-től a Tudományos Ismeretterjesztő Társulat (TIT) tagja és a Hajdú-Bihar megyei Szervezetének titkára lett. 1986-ban vonult nyugdíjba.
Tanári munkájának egyik meghatározó területe a nyelvművelés volt, továbbá jelentős hangsúlyt fektetett a memoriterek tanulására. Előadói körútjai során járt többek között az alábbi országokban; Egyesült Királyság, Kanada, Skandinávia és Amerikai Egyesült Államok.
1988-ban Londonban a BBC interjút készített vele.

## Egyéb tevékenységei
Aktív tevékenységet fejtett ki a Magyar Nyelvtudományi Társaságban, a Magyar Irodalomtörténeti Társaságban és a Magyar Pedagógiai Társaságban. E szakmai szervezetek választott vezető testületeinek is tagja volt. Rendszeres kapcsolatot tartott kortársköltőkkel és írókkal. A személyes érintkezés mellett élénk levelezést folytatott többek között Németh Lászlóval is.

## Halála, emlékezete
1995. január 11-én debreceni háza előtt hólapátolás közben szívinfarktust kapott és meghalt. 2000-ben dr. Nagy János emlékére emlékülést tartottak Debrecenben, ahol nem csak a pályatársai, tanítványai és barátai, hanem az egész családja részt vett. Ebben az évben jelent meg Vass József könyve, a Nagy János pedagógusi portréja és az Emlékezés Nagy Jánosra című könyv.

## Kitüntetései
- Kölcsey-díj (1991)
- Munkaérdemrend arany fokozata (1981)
- Kiváló Tanár kitüntetés (1954)

## Főbb önálló művei
- A családi ünnepek és az iskola. A helyes, szép beszéd jelentősége az iskolában és társadalmi ünnepségeken (1967)
- A Tanácsköztársaság és a magyar irodalom. A tanácsköztársaság 50. évfordulójára rendezett Ünnepi Hét műsora (1968)
- „Ember az embertelenségben” Az Ady tiszteletére rendezett Ünnepi Hónap műsora (1969)
- Az irodalomóra. Módszertani tanulmányok az irodalomtanítás köréből(1969)
- A korszerű anyanyelvoktatás — beszédtanítás. A beszédtanítás iskolai lehetőségei és módjai. (1975)